# Вест Плејнс (Мисури)
Вест Плејнс (енгл. West Plains) град је у америчкој савезној држави Мисури.

## Демографија
По попису из 2010. године број становника је 11.986, што је 1.12 (10,3%) становника више него 2000. године.
| Група             | 2000.          | 2010.          |
| Белци             | 10.304 (94,8%) | 11.239 (93,8%) |
| Афроамериканци    | 79 (0,7%)      | 101 (0,8%)     |
| Азијати           | 77 (0,7%)      | 102 (0,9%)     |
| Хиспаноамериканци | 179 (1,6%)     | 265 (2,2%)     |
| Укупно            | 10.866         | 11.986         |